# Euprymna
Genre
Synonymes
- Fidenas Gray, 1849[2]

Euprymna est un genre de petits céphalopodes appartenant à la famille des Sepiolidae (les « sépioles »), famille apparentée aux seiches.

## Liste des espèces
Selon World Register of Marine Species (31 mai 2015) :
- Euprymna albatrossae Voss, 1963 -- Pacifique tropical des Philippines au Japon
- Euprymna berryi Sasaki, 1929 -- Pacifique tropical, mer de Chine et Japon, peut-être océan Indien oriental
- Euprymna bursa (Pfeffer, 1884)
- Euprymna hoylei Adam, 1986 -- Nord de l'Australie et sud de l'Indonésie
- Euprymna hyllebergi Nateewathana, 1997 -- Mer d'Andaman
- Euprymna megaspadicea Kubodera & Okutani, 2002 -- Okinawa
- Euprymna morsei (Verrill, 1881) -- Mer de Chine et Japon, plus ponctuellement jusqu'en Australie et Maldives
- Euprymna pardalota A. Reid, 2011 -- Nord de l'Australie
- Euprymna penares (Gray, 1849) -- Région indonésienne
- Euprymna phenax Voss, 1963 -- Pacifique tropical, mer de Chine et Japon
- Euprymna pusilla (Pfeffer, 1884)
- Euprymna schneehageni (Pfeffer, 1884)
- Euprymna scolopes Berry, 1913 -- Hawaii
- Euprymna stenodactyla (Grant, 1833) -- Indo-Pacifique tropical (de Maurice à Hawaii)
- Euprymna tasmanica (Pfeffer, 1884) -- Australie

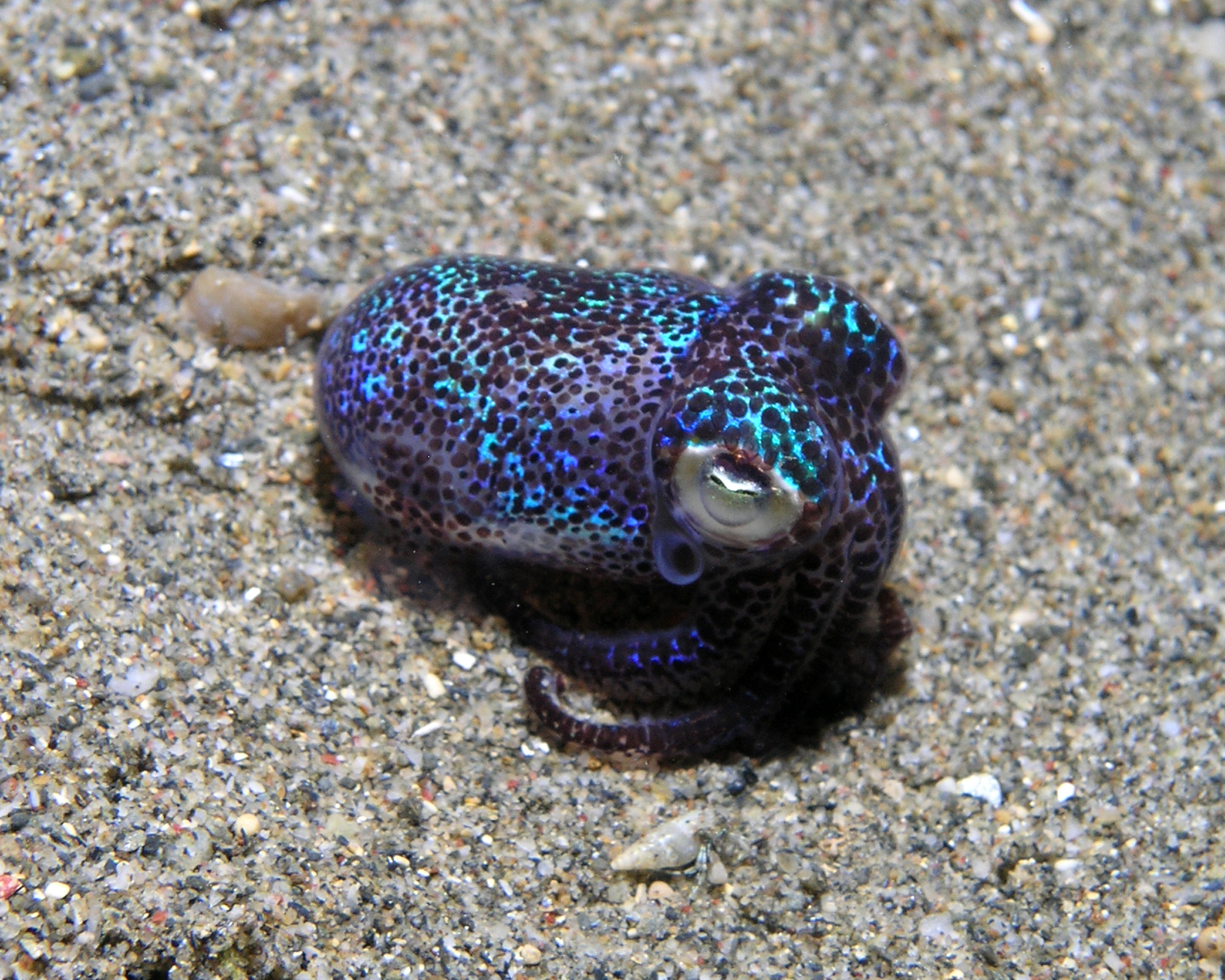
Euprymna berryi
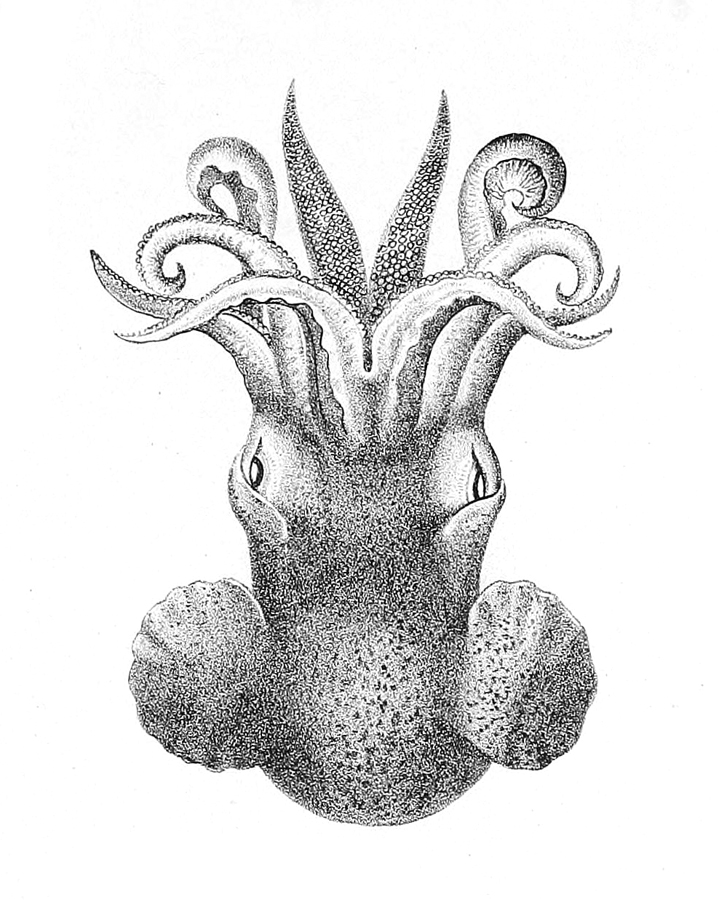
Euprymna morsei
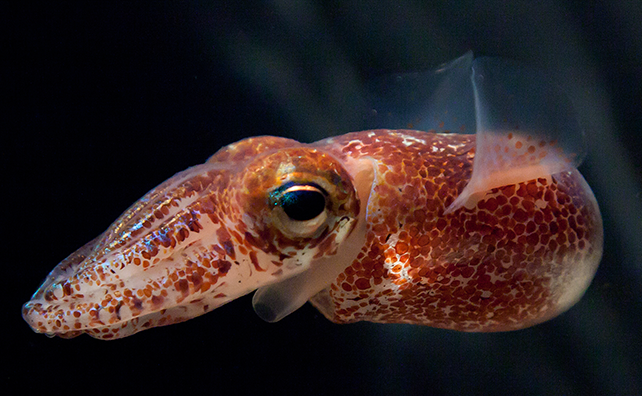
Euprymna scolopes
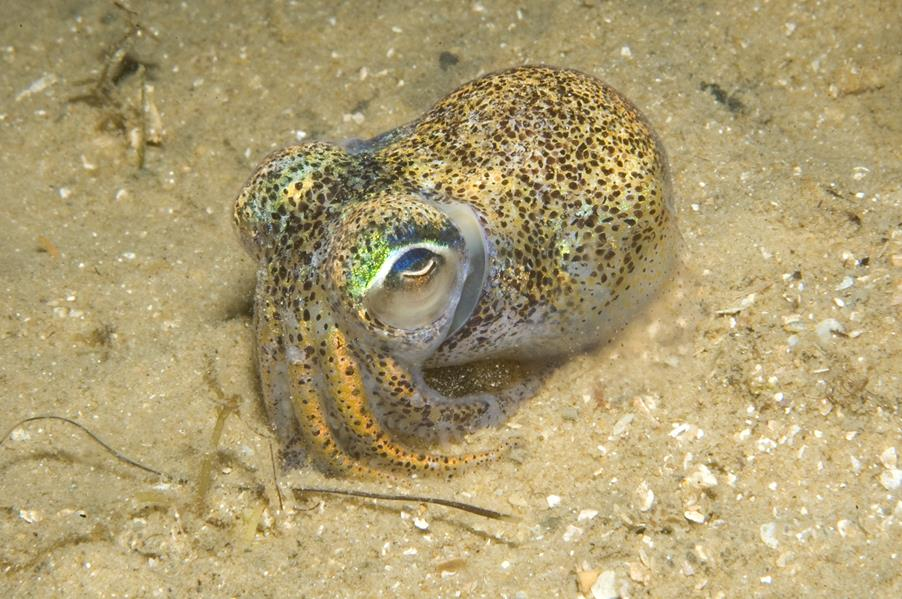
Euprymna tasmanica